# 79式対空レーダ装置 JTPS-P9
79式対空レーダ装置 JTPS-P9（ななきゅうしきたいくうレーダそうち ジェイティーピーエスピーきゅう）は、三菱電機製の2次元レーダー。対空警戒用のレーダー装置として、主として陸上自衛隊の高射特科部隊に配備される。

## 概要
主として師団隷下の高射特科大隊、旅団隷下の高射特科隊、高射特科中隊に配備されており、大隊とう本部には79式情報受信機1号JTRR-S1が、射撃単位部隊には79式情報受信機2号JTRR-S2がそれぞれ配置されて、本機からの目標情報などの受信に使用された。
現在では、新型の低空レーダ装置 JTPS-P18への更新が進められているが、こちらはXバンドを使用することでシステム全体を小型化しており、高機動車1台で完結する機動性に優れたシステムとなっている。なお、これらのレーダーは低高度から中高度に対するセンサーであり、高高度・遠距離目標の探知には不向きであるため、当初は71式対空レーダ装置 JTPS-P5、後には対空レーダ装置 JTPS-P14のように、より大型で強力なレーダーと組み合わされて配備されている。

## 特徴
主たる構成品は下記の通りである。
- 空中線部 JAS-P8
- 送受信機部 JRT-P10
- 信号処理部 JSP-P4
- データ処理部 JDP-P1
- 電源部 JPU-P1
- 指示器 JIP-P11
- 制御器 JC-P11
- 伝送部 JT-P3
- 味方識別器 JTPX-P5
- 電源車 JK-2（220V, 60Hz, 10kVA）

空中線部は油圧機構により昇降でき、伸長時には地上高7,185mmとなる。また指示器にはPPIスコープが採用されており、目標位置を直交座標系で数字表示できる。なお、このブラウン管と進行波管を除く構成部品はすべて半導体化されている。これら、空中線部を含む主要電子機器はシェルタJS-P5に収容・固定されている。このシェルタは幅2,050mm×奥行き2,950mm×高さ2,850mmであり、機器を収容しての最大質量は1,650 kgである（電源車2,500kg、電源ケーブル55kgを除く）。73式中型トラックに搭載（電源車は牽引）して移動できるほか、大型ヘリコプターによる空輸も可能である。

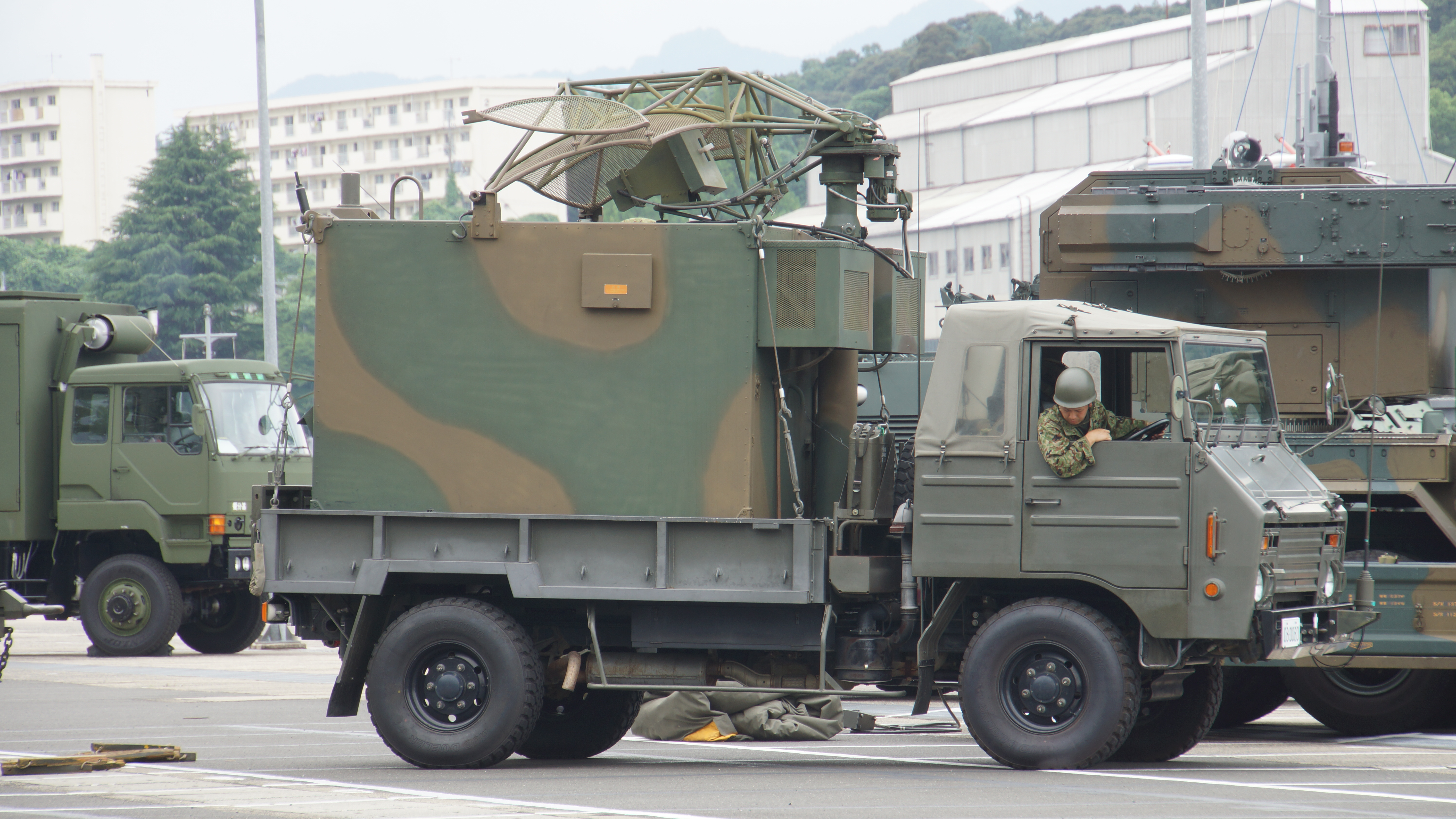
走行状態
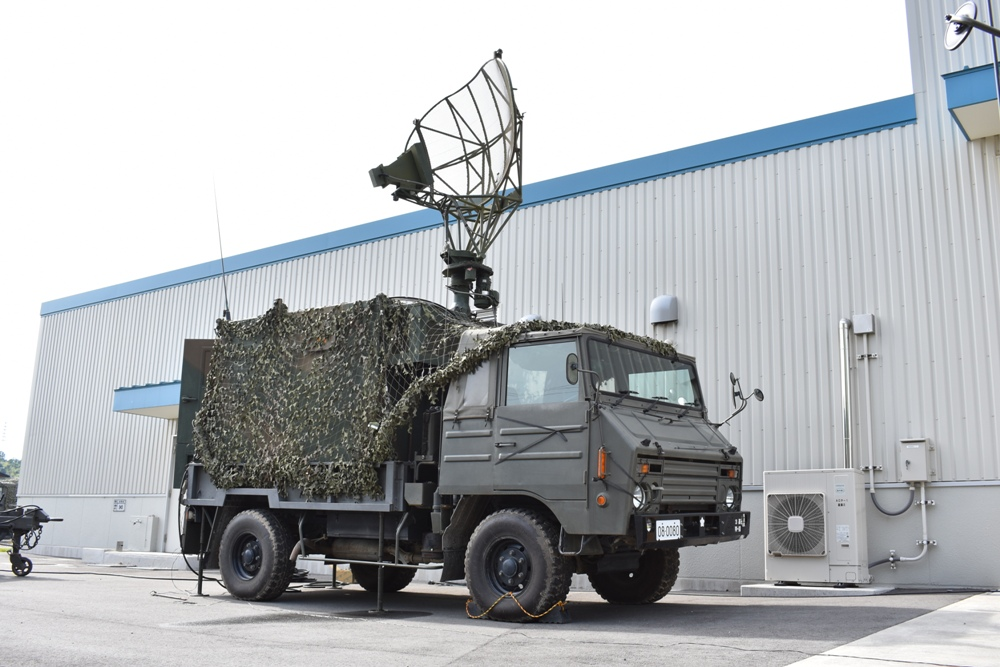
アンテナを伸長させた状態
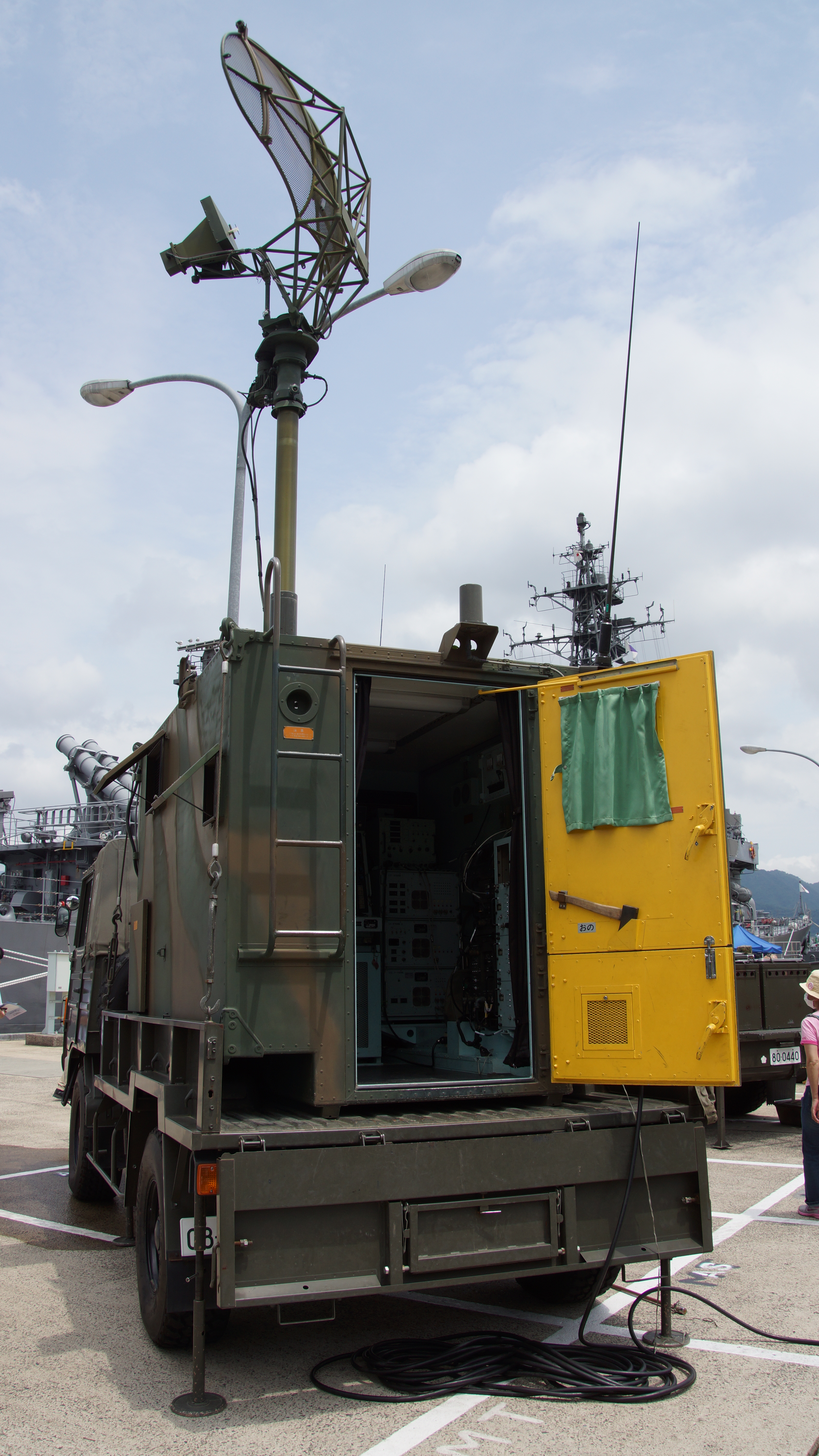
アンテナを伸長させ、シェルタの扉を開いた状態
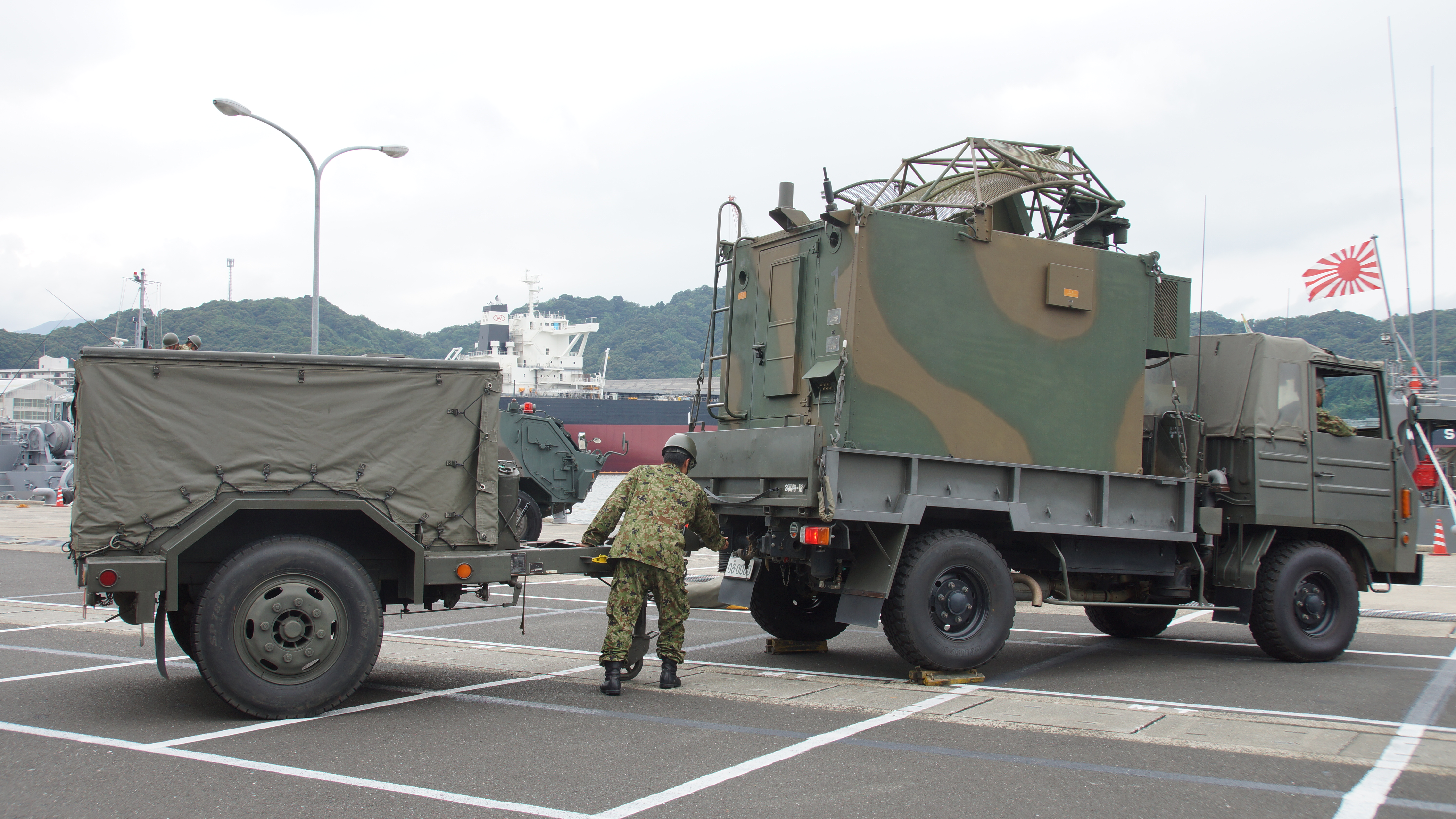
JK-2電源車を牽引した状態